# Tatra 813
Le Tatra 813 était un camion produit en Tchécoslovaquie par la firme Tatra. La production a commencé en 1967 jusqu'à la mise en service de son successeur, le T815, en 1982. Ce puissant camion a eu une utilisation polyvalente, tant dans le domaine civil que pour les forces armées.

## Historique
Le premier prototype a été construit en 1960, utilisant certaines caractéristiques existantes du Tatra 138, mais l'ayant toutefois permis la transmission 4x4. Après les premiers essais, les concepteurs ont décidé de développer et d'élargir le concept en le mettant au point en 8x8 tout-terrain. La base de la conception est ainsi devenue le châssis modulaire du T813.

## Design et technologie
La construction en ossature tubulaire a été reprise pour ce modèle. Les principaux avantages de la répartition de la charge sur un tube-pivot central sont la capacité de torsion élevée et l'incontestable aisance dans les milieux extrêmes.
Les acheteurs de ce camion pouvaient spécifier s'ils voulaient une traction en 4, 6 ou 8 roues motrices selon diverses combinaisons.

## Moteur
La version militaire a été conçue pour être utilisable en polycarburant, fonctionnant avec des mélanges de carburants tels que diesel, essence et carburants au kérosène.

## Utilisations

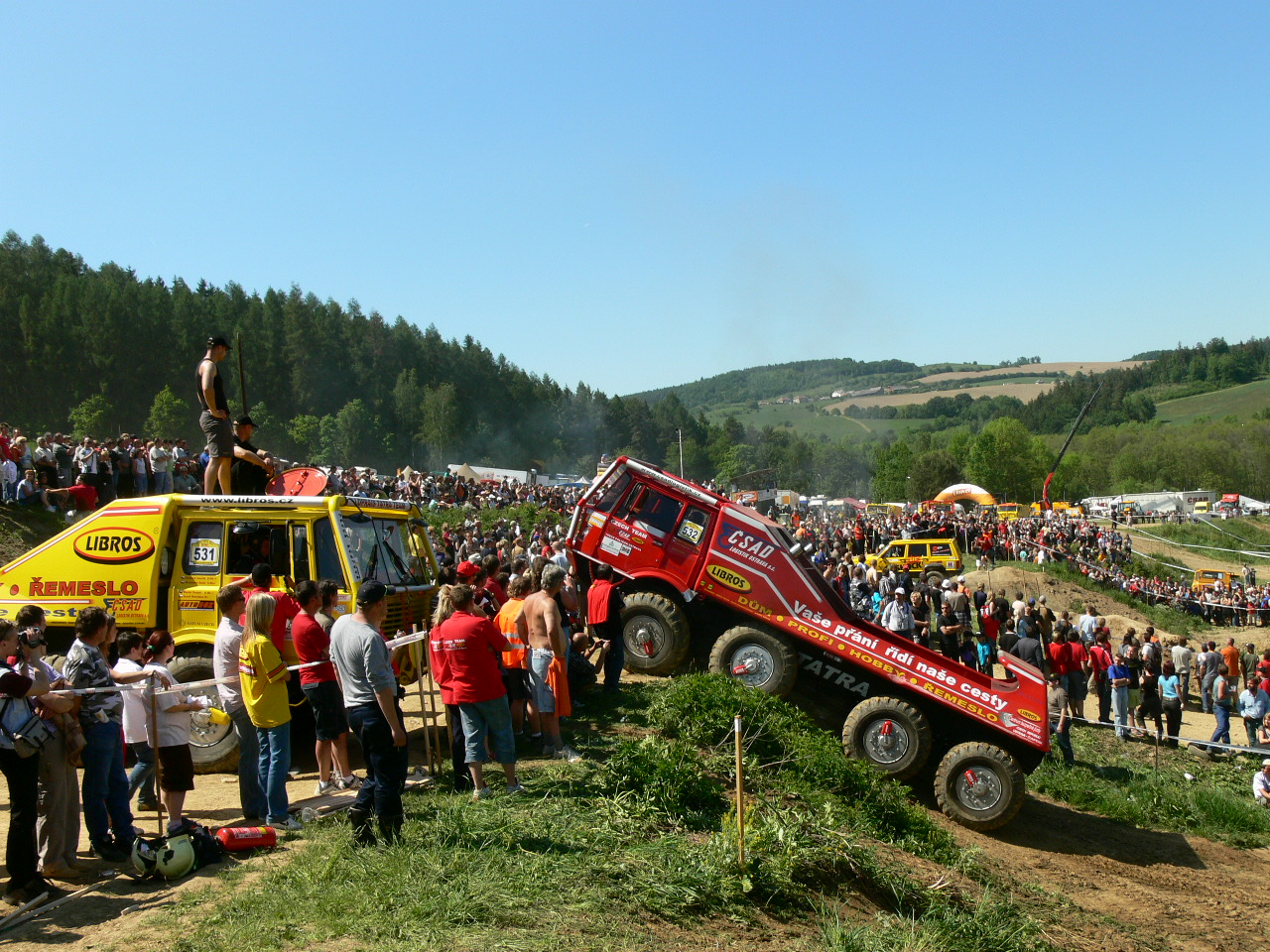
Après la Guerre froide, le camion a été utilisé à de bien nombreuses reprises dans la compétition, comme ici au Truck trials à Mohelnice.

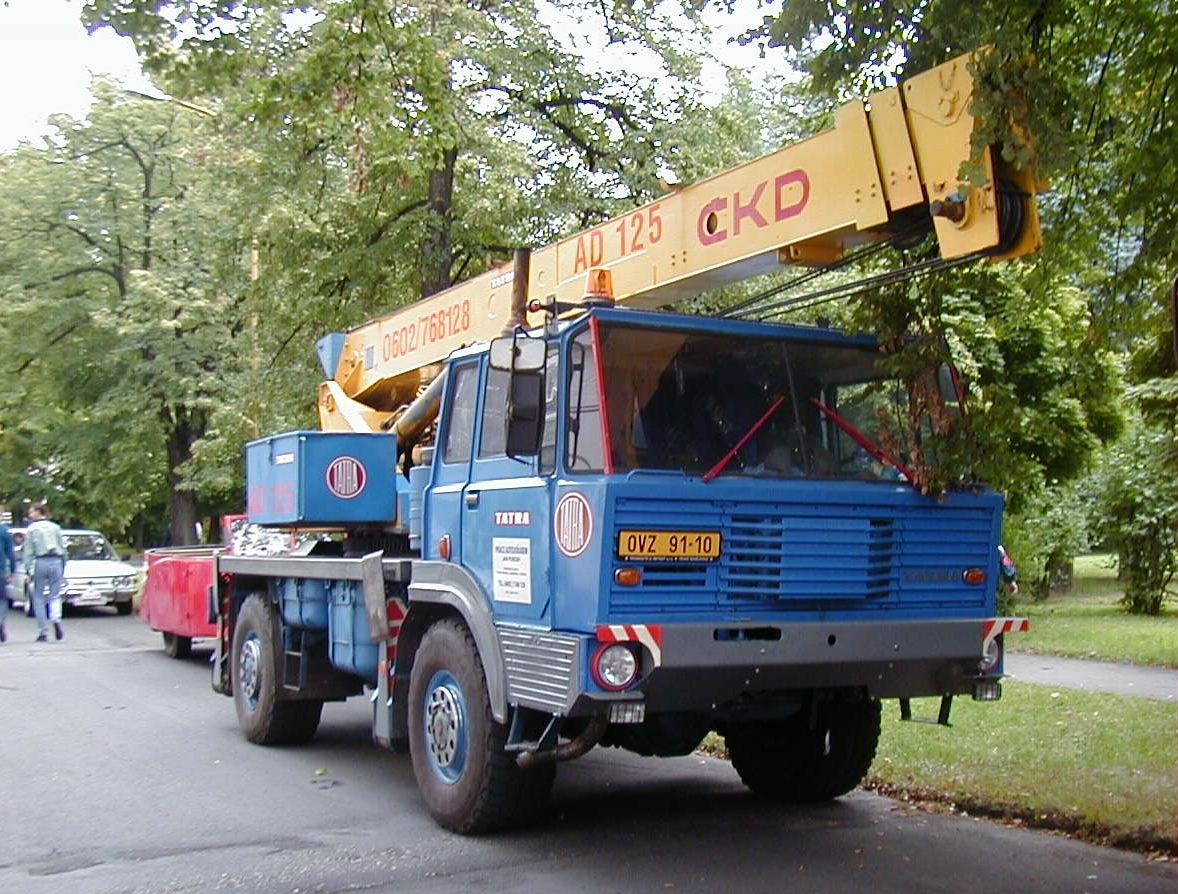
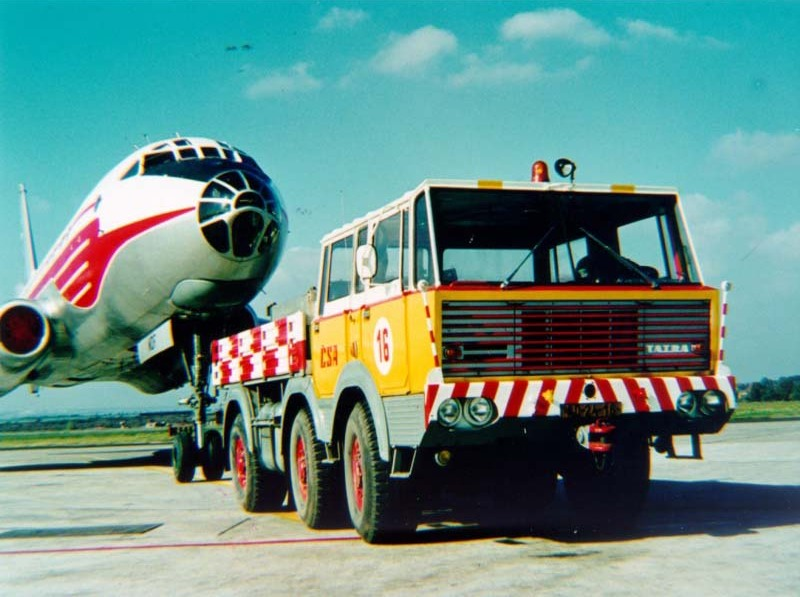
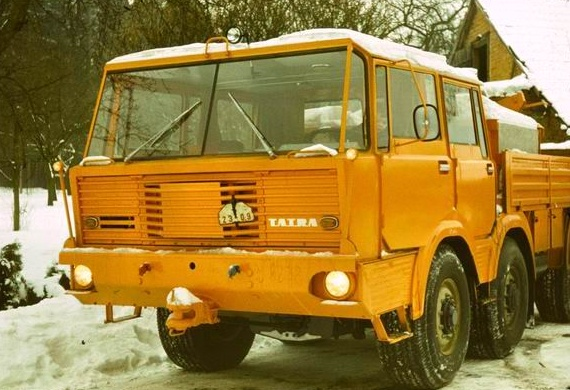
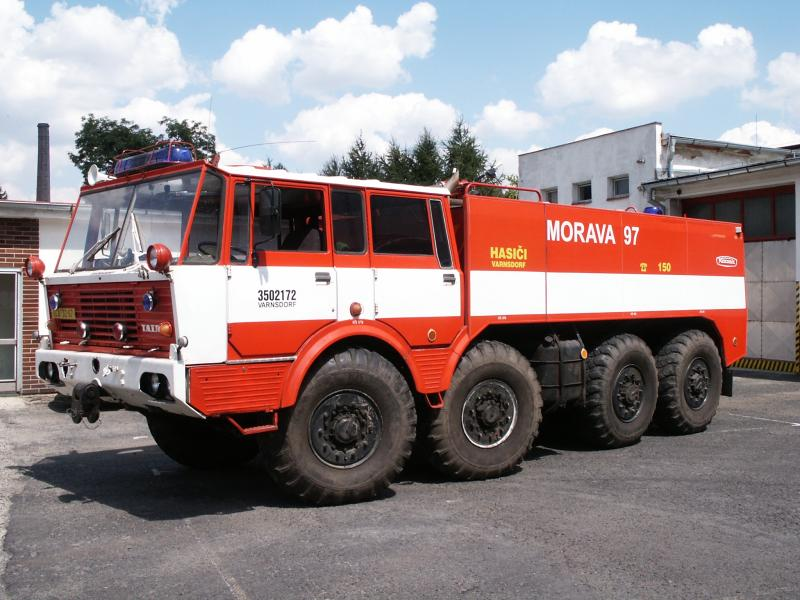
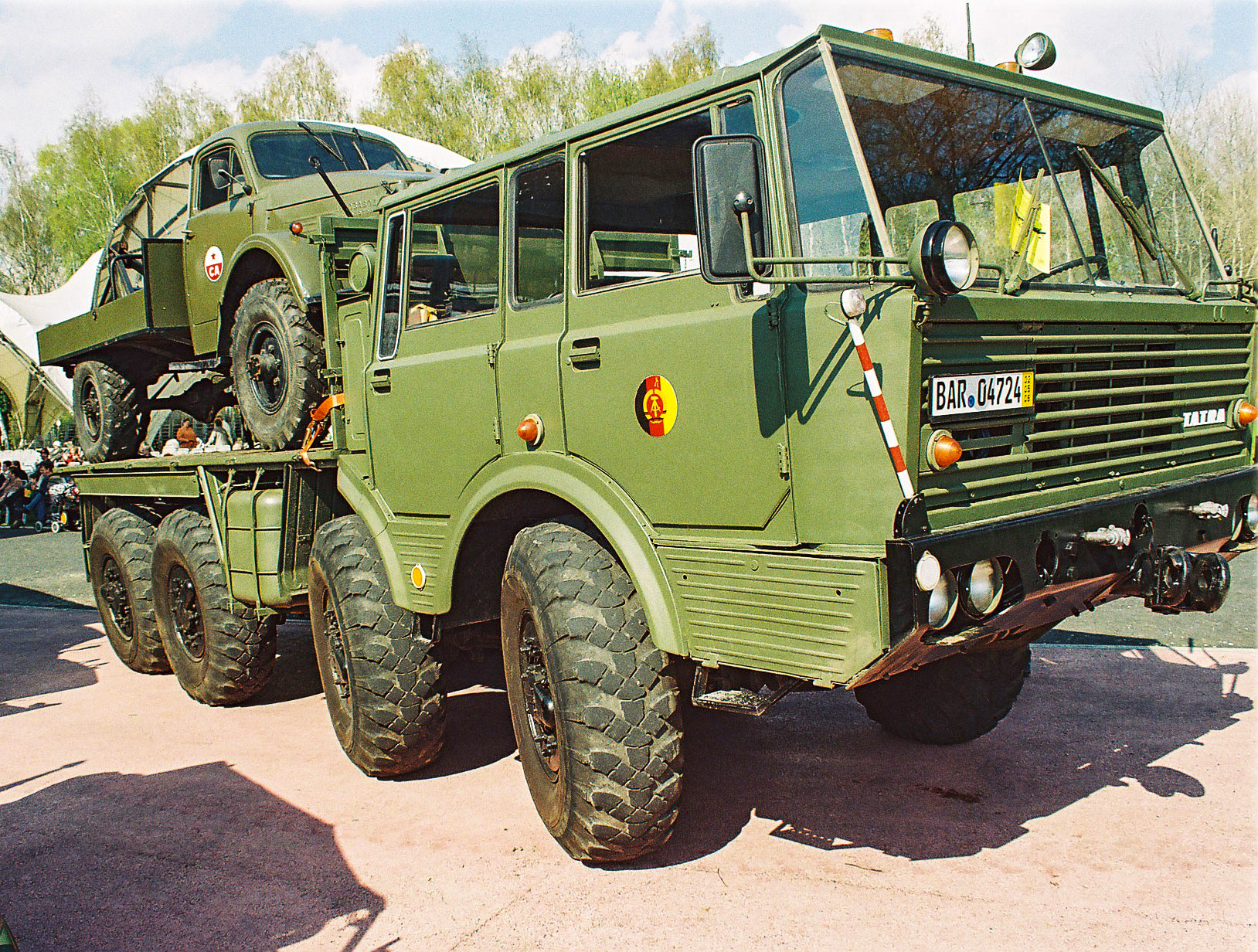
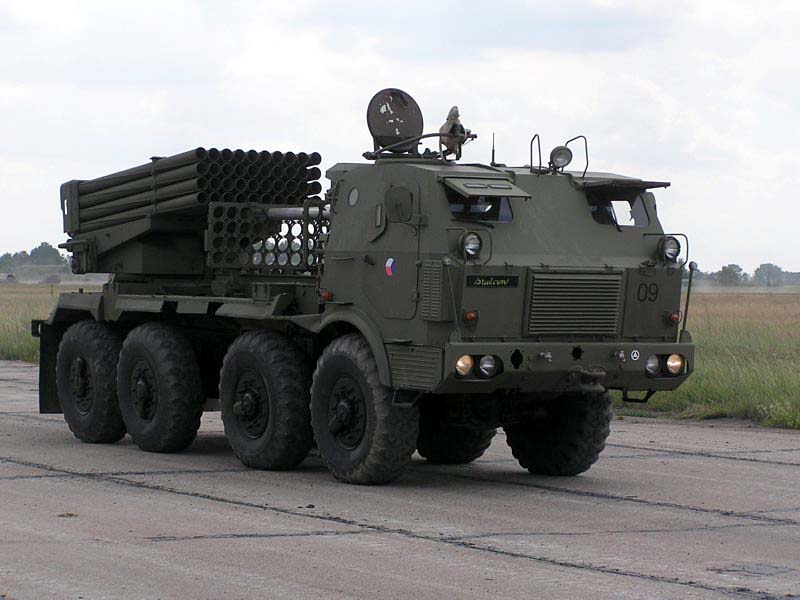
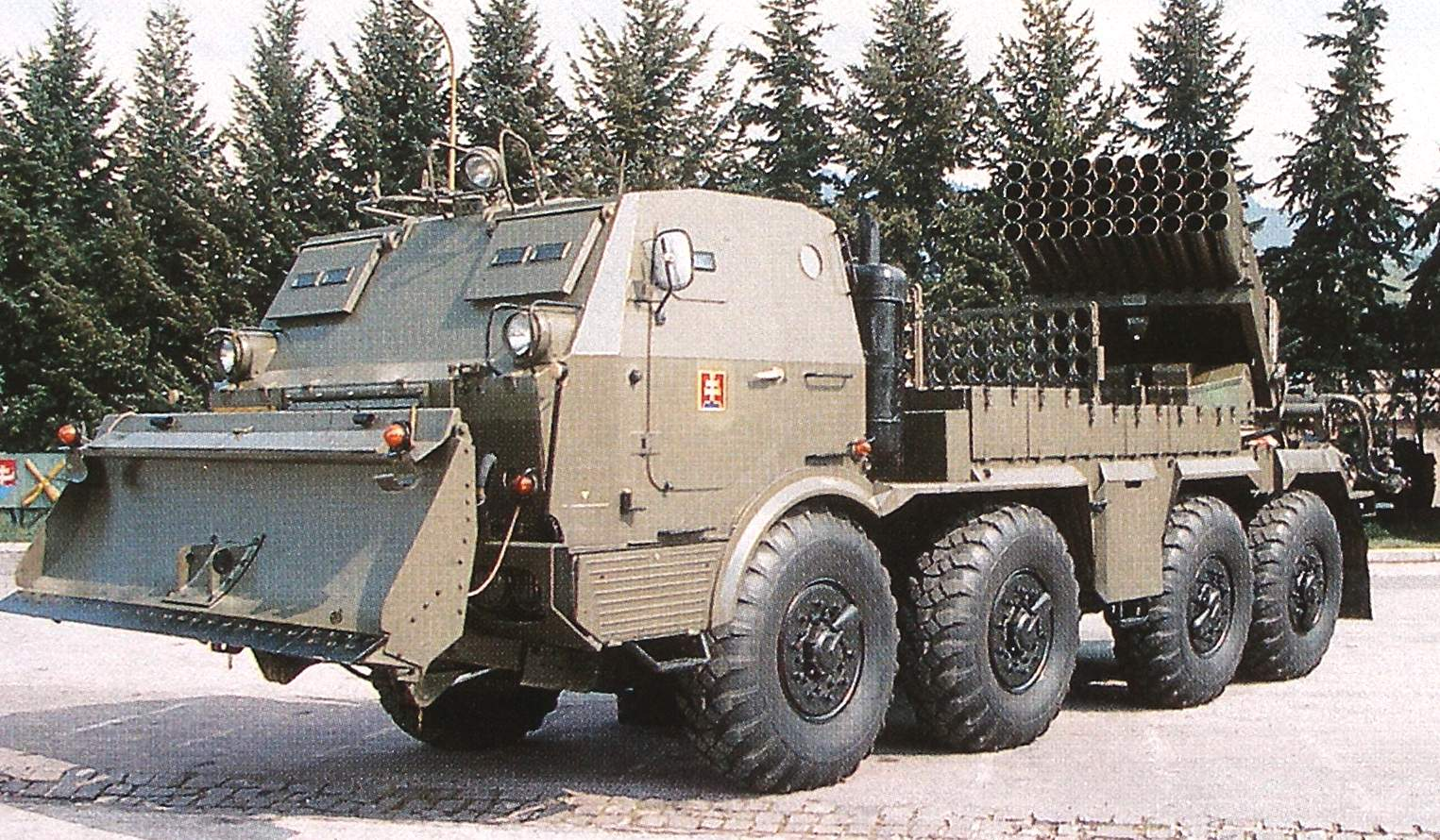
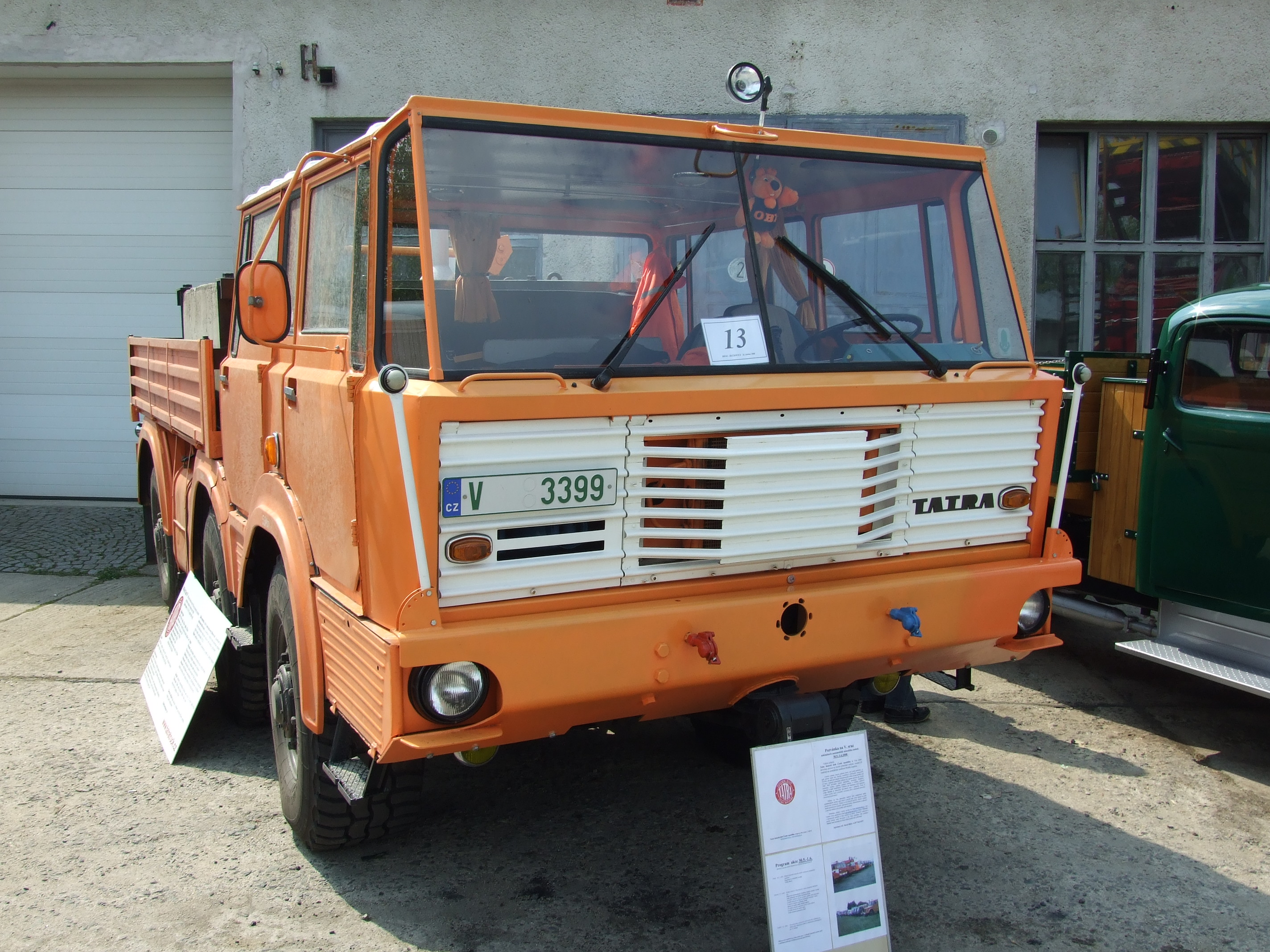